# Hauglandtoppen
Hauglandtoppen är en bergstopp i Antarktis. Den ligger i Östantarktis. Norge gör anspråk på området. Toppen på Hauglandtoppen är 1 083 meter över havet.
Terrängen runt Hauglandtoppen är platt österut, men västerut är den kuperad.  Trakten är obefolkad. Det finns inga samhällen i närheten.